# Toffo
Toffo is een van de 77 gemeenten (communes) in Benin. De gemeente ligt in het departement Atlantique en telt 74.717 inwoners (2002).

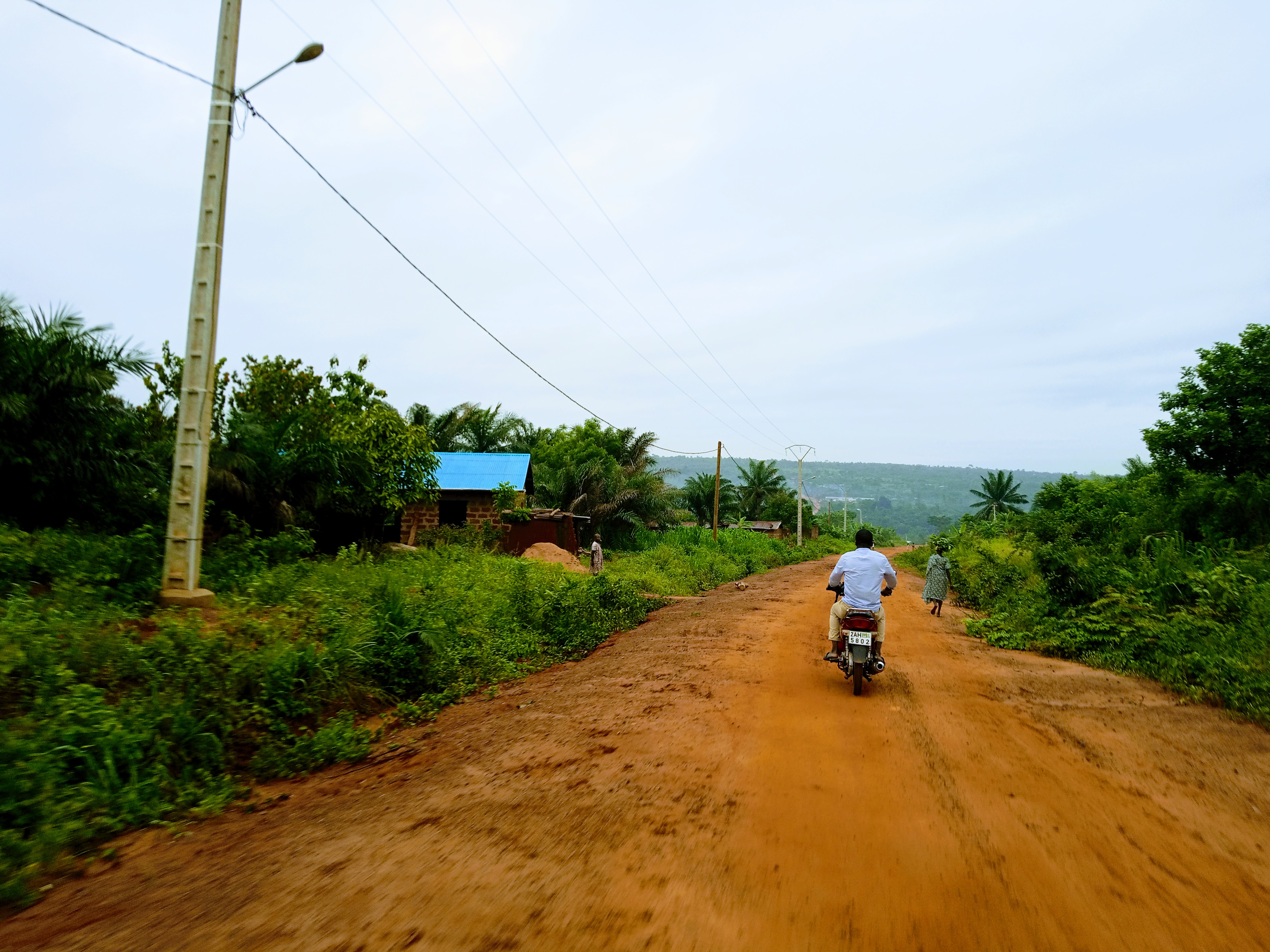
Onverharde weg